# Hrabia Leicester
Hrabiowie Leicester 1. kreacji (parostwo Anglii)
- 1107–1118: Robert de Beaumont, 1. hrabia Leicester
- 1118–1168: Robert de Beaumont, 2. hrabia Leicester
- 1168–1190: Robert de Beaumont, 3. hrabia Leicester
- 1190–1204: Robert de Beaumont, 4. hrabia Leicester
- 1204–1207: Szymon de Montfort, 5. hrabia Leicester
- 1239–1265: Szymon de Montfort, 6. hrabia Leicester

Hrabiowie Leicester 2. kreacji (parostwo Anglii)
- 1265–1296: Edmund Crouchback, 1. hrabia Lancaster i 1. hrabia Leicester
- 1296–1322: Tomasz Plantagenet, 2. hrabia Lancaster i 2. hrabia Leicester
- 1327–1345: Henryk Krzywoszyjek, 3. hrabia Lancaster i 3. hrabia Leicester
- 1345–1361: Henryk Grosmont, 1. książę Lancaster i 4. hrabia Leicester
- 1361–1399: Jan z Gandawy, 1. książę Lancaster i 5. hrabia Leicester
- 1399–1399: Henryk Bolingbroke, 2. książę Lancaster i 6. hrabia Leicester

Hrabiowie Leicester 3. kreacji (parostwo Anglii)
- 1564–1588: Robert Dudley, 1. hrabia Leicester

Hrabiowie Leicester 4. kreacji (parostwo Anglii)
- 1618–1626: Robert Sidney, 1. hrabia Leicester
- 1626–1677: Robert Sidney, 2. hrabia Leicester
- 1677–1698: Philip Sidney, 3. hrabia Leicester
- 1698–1702: Robert Sidney, 4. hrabia Leicester
- 1702–1705: Philip Sidney, 5. hrabia Leicester
- 1705–1737: John Sidney, 6. hrabia Leicester
- 1737–1743: Jocelyn Sidney, 7. hrabia Leicester

Hrabiowie Leicester 5. kreacji (parostwo Wielkiej Brytanii)
- 1744–1759: Thomas Coke, 1. hrabia Leicester

Hrabiowie Leicester 6. kreacji (parostwo Wielkiej Brytanii)
- 1784–1811: George Townshend, 2. markiz Townshend i 1. hrabia Leicester
- 1811–1855: George Townshend, 3. markiz Townshend i 2. hrabia Leicester

Hrabiowie Leicester 7. kreacji (parostwo Zjednoczonego Królestwa)
- 1837–1842: Thomas William Coke, 1. hrabia Leicester
- 1842–1909: Thomas William Coke, 2. hrabia Leicester
- 1909–1941: Thomas William Coke, 3. hrabia Leicester
- 1941–1949: Thomas William Coke, 4. hrabia Leicester
- 1949–1976: Thomas William Edward Coke, 5. hrabia Leicester
- 1976–1994: Anthony Louis Lovel Coke, 6. hrabia Leicester
- 1994–: Edward Douglas Coke, 7. hrabia Leicester

Następca 7. hrabiego Leicester: Thomas Edward Coke, wicehrabia Coke
Następca wicehrabiego Coke: Edward Horatio Coke